# Centrorhynchus conspectus
Centrorhynchus conspectus är en hakmaskart som beskrevs av Van Cleave och Pratt 1940. Centrorhynchus conspectus ingår i släktet Centrorhynchus och familjen Centrorhynchidae. Inga underarter finns listade i Catalogue of Life.